# Secamonopsis
Secamonopsis és un gènere que pertany a la família de les apocinàcies amb dues espècies de plantes fanerògames. És originari d'Àfrica on es distribueix a Madagascar.

## Descripció
Són arbustos o enfiladisses herbàcies, amb diferents branques llargues i curtes, glabrescents. Les fulles són oposades o fasciculades de 0,5-1 cm de llarg i 0,2-0,3 cm d'ample, oblongues a obovades, basalment cuneïformes. L'àpex és arrodonit, agut o truncat, densament tomentós, abaxialment papilós, venació restringida a la nervadura central visible.
Les inflorescències són extraaxil·lars en braquiblasts, més curtes que les fulles adjacents, amb poques flors, simples.

## Taxonomia
| - Secamonopsis madagascariensis Jum. - Secamonopsis microphylla L.Civeyrel i Klack. |